# الیزا بلانچی
الیزا بلانچی (به ایتالیایی: Elisa Blanchi) ژیمناست زادهٔ ۱۳ اکتبر ۱۹۸۷ میلادی اهل کشور ایتالیا است.